# Boryszew (Sochaczew)
Boryszew – część miasta, dzielnica miasta Sochaczew w województwie mazowieckim.

## Historia
Pierwsze ślady osadnictwa na terenie Boryszewa pochodzą z I i II wieku, świadczą o tym znalezione podczas badań wykopaliskowych monety rzymskie.
Szybki rozwój osadnictwa nastąpił na początku XX. wieku i związany jest z otwarciem w pobliżu dworca kolei Warszawsko-Kaliskiej w 1903 roku. Duża podaż siły roboczej, a przede wszystkim linia kolejowa ściągnęła znaczącego inwestora. 19 grudnia 1911 roku w Brukseli 103 udziałowców zawiązało Belgijską Spółkę Akcyjną z kapitałem zakładowym 5 mln franków belgijskich. Spółka ta otworzyła w Boryszewie 2 grudnia 1913 fabrykę sztucznego jedwabiu, zatrudniającą 600 osób. Po I wojnie światowej fabryka zajmowała się produkcją prochu karabinowego. W latach 30. w Boryszewie produktem flagowym stały się cementy dentystyczne marki „Borygo” (ich produkcja trwała aż do lat 50.).
Z dniem 1 października 1929 roku Boryszew przyłączono do Sochaczewa, spowodowało to wzrost ludności miasta o 1916 osób.
22 września 1939 w Boryszewie popełniono mord na polskich jeńcach wojennych przez żołnierzy niemieckiego Wehrmachtu w trakcie kampanii wrześniowej 1939 roku. Jego ofiarą padło 50 wziętych do niewoli żołnierzy bydgoskiego Batalionu Obrony Narodowej. 8 listopada 1940 roku dzięki staraniom PCK przeprowadzono ekshumację szczątków ofiar masakry w Boryszewie. Udało się wówczas zidentyfikować 20 zwłok. Wszystkie ciała przeniesiono na cmentarz w Kozłowie Biskupim.
Na początku 1940 roku na terenie fabryki w Boryszewie założono cywilny obóz dla Polaków. Przeciętnie więziono tam ok. 400 osób. Od 1941 roku w obozie umieszczano tylko jeńców radzieckich. W założeniu był to pokazowy obóz w którym wyniszczano więźniów poprzez głód i choroby. Zlikwidowano go na przełomie 1942/1943 roku.

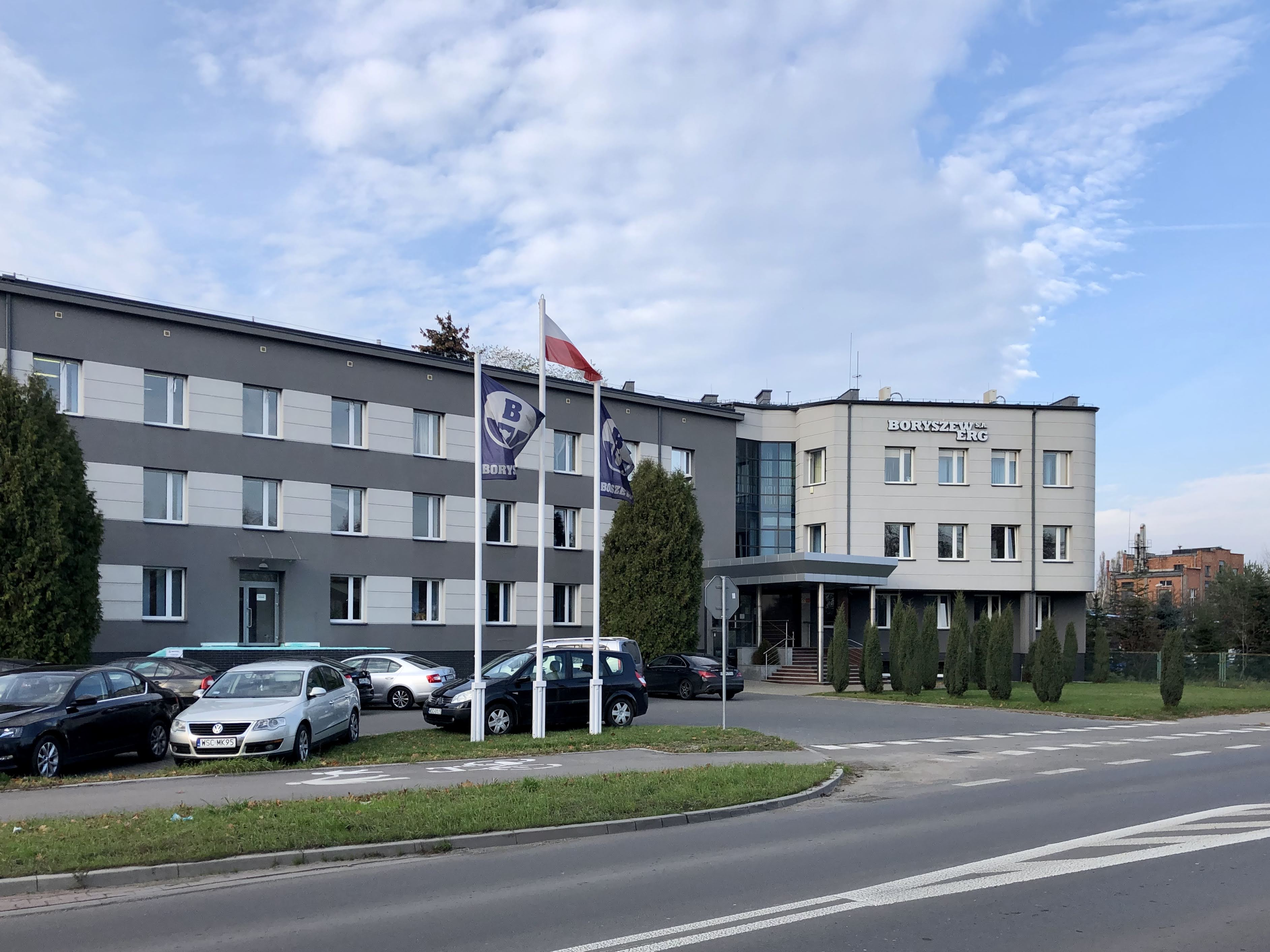
Zakłady chemiczne Boryszew ERG

Po zakończeniu działań wojennych w styczniu 1945 roku rozpoczyna się odbudowa fabryki. Zostaje wznowiona produkcja cementów dentystycznych i środków farmaceutycznych, a zamiast prochu zaczęto wytwarzać eter do narkozy, alkohol amylowy i olejki kosmetyczne. W dniu 24 października 1947 roku fabryka została przejęta przez Centralny Zarząd Przemysłu Chemicznego. W 1992 roku przedsiębiorstwo zostało sprywatyzowane, jego właścicielem jest spółka Boryszew SA. Spółka jest notowana w ramach indeksu WIG30 na warszawskiej Giełdzie Papierów Wartościowych.
W połowie lat 80. rozpoczęto budowę kościoła parafialnego. Kościół zbliżony formą do rotundy zbudowany został według projektu architekta dr. Grzegorza Figiela.

## Kultura i rekreacja
W dawnym Zakładowym Domu Kultury przy ul.15 Sierpnia 83 działa filia Sochaczewskiego Centrum Kultury, gdzie funkcjonują zespoły taneczne i muzyczne oraz odbywają się spektakle teatralne.

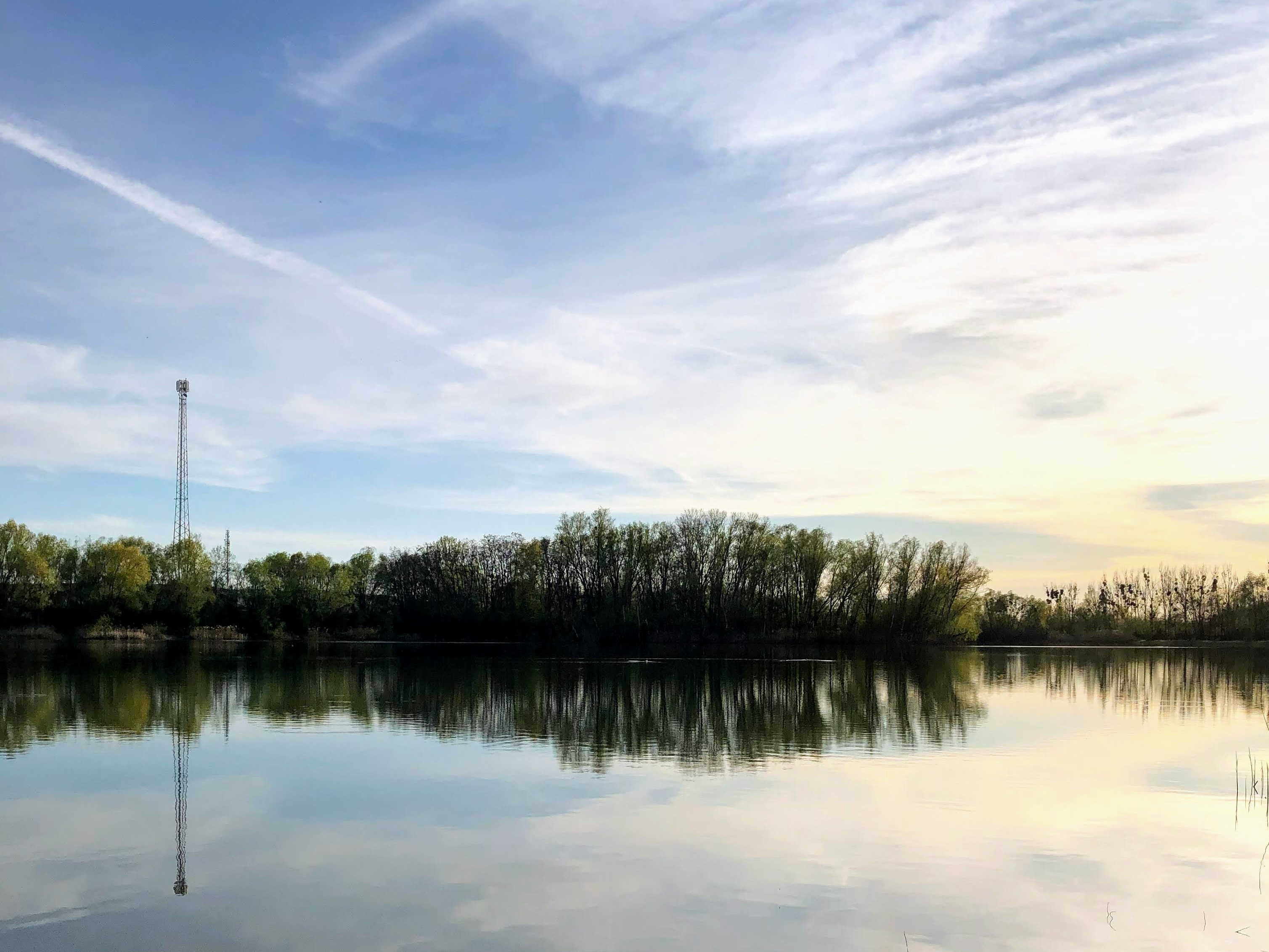
Zalew w Boryszewie

W dzielnicy Boryszew znajduje się zalew, powstały przez zalanie wyrobiska górniczego po odkrywkowej eksploatacji gliny, którą prowadziła pobliska cegielnia. Od 1982 roku zbiornikiem zarządza Polski Związek Wędkarski. Wokół zalewu znajdują się obecnie tereny rekreacyjne.

## Sport
W Boryszewie od 1997 roku działa klub sportowy Unia Boryszew.